# Wembley-Stadion (2007)
Das Wembley-Stadion (englisch Wembley Stadium) ist ein Fußballstadion in Wembley, einem Teil des Londoner Stadtbezirks Brent. Das Stadion ist hauptsächlich für Fußballspiele bekannt. Es wurde von 2003 bis 2007 nach dem Abriss des alten Wembley-Stadions aus dem Jahre 1923 erbaut, fasst 90.000 Zuschauer und verfügt über einen 133 m hohen Bogen sowie ein schließbares Dach. Das Stadion ist derzeit, aufgrund des Umbaus des Camp Nou in Barcelona, das größte genutzte Fußballstadion Europas.

## Geschichte

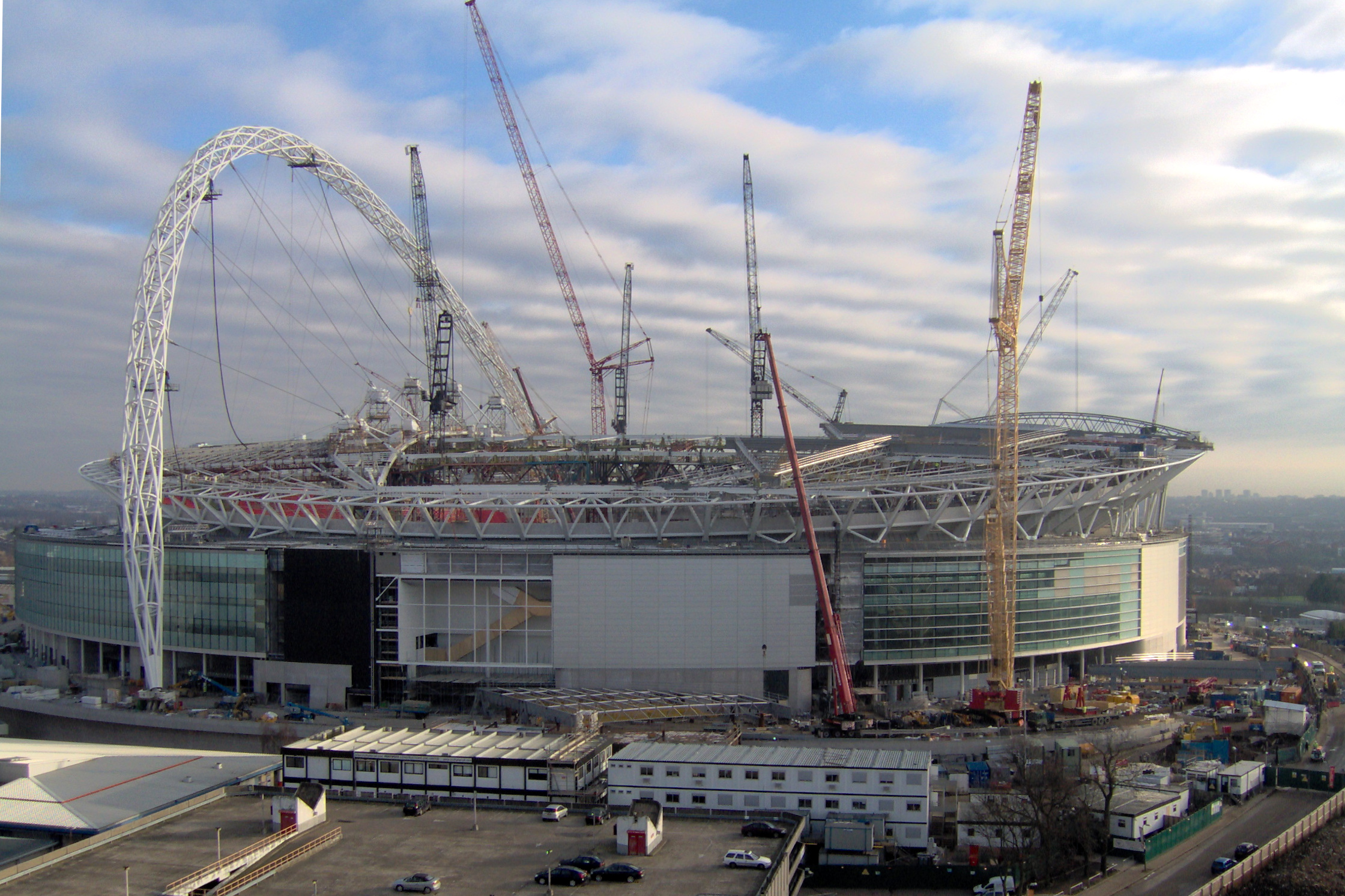
Die Baustelle des neuen Wembley-Stadions (2006)

Nachdem das alte Wembley-Stadion im Oktober 2000 geschlossen und im Jahre 2003 abgerissen worden war, errichtete man an derselben Stelle ein neues National Stadium.
Für den Neubau wurde der australische Baukonzern Multiplex Group gewonnen. Das Unternehmen konnte jedoch die ursprünglich geplanten Finanzierungskosten von 326 Millionen Pfund Sterling nicht einhalten: Bereits bei Vertragsschluss waren die geplanten Kosten auf 445 Millionen Pfund geklettert. Nach der Fertigstellung des Stadions betrugen die reinen Stadionkosten bereits rund 800 Millionen Pfund. Multiplex musste für 147 Millionen Pfund der Mehrkosten selbst aufkommen, weswegen sich der Besitzer des Bauunternehmens bereit erklärte, bis zu 38,1 Millionen US-Dollar aus seinem Privatvermögen zuzuschießen. Aufgrund der finanziellen Fehlplanung und den damit verbundenen Folgen brachen die Aktien des Unternehmens um 40 Prozent ein. Die Gesamtbaukosten (inklusive Finanzierung und Infrastruktur) wurden im Mai 2013 auf 1,2 Milliarden Euro taxiert.
Im Vergleich zum alten Wembley-Stadion ist die neue Arena zweimal so groß und viermal so hoch. Statt der früher zu erklimmenden 39 Stufen muss man vom Spielfeld aus nun 107 Stufen überwinden, um die Royal Box, die Ehrentribüne, auf der der zuvor auf dem Rasen gewonnene Pokal übergeben wird, zu erreichen.
Das neue Wembley-Stadion wurde am 23. Mai 2007 fertiggestellt. Ursprünglich sollte es am 13. Mai 2006 mit dem englischen Pokalfinale eröffnet werden. Da das verantwortliche Bauunternehmen jedoch nur eine siebzigprozentige Garantie für die pünktliche Fertigstellung des Baus abgeben konnte, wurde das Endspiel tatsächlich jedoch zum sechsten Mal in Folge ins Millennium Stadium in Cardiff verlegt.

## Fußball
| Basisdaten                 | Basisdaten                                               |
| -------------------------- | -------------------------------------------------------- |
| Baubeginn                  | Juli 2002                                                |
| Bauzeit                    | 56 Monate                                                |
| Eröffnung                  | März 2007                                                |
| Höhe                       | 52 m (Stadion) 133 m (Bogen)                             |
| Breite                     | 300 m                                                    |
| Länge                      | 315 m                                                    |
| Umfang                     | 1 km                                                     |
| Sitzplätze                 | 90.000                                                   |
| Tribünenkapazität          | 34.303 (Unterrang) 16.532 (Mittelrang) 39.165 (Oberrang) |
| Rollstuhlplätze            | 310                                                      |
| Presseplätze               | 400                                                      |
| Restaurants                | 6                                                        |
| Bars                       | 34                                                       |
| Küchen                     | 98                                                       |
| Essens- und Getränkestände | 688                                                      |
| Toiletten                  | 2.618                                                    |
| Fahrstühle                 | 26                                                       |
| Rolltreppen                | 30                                                       |
| Parkplätze                 | 2.900                                                    |
| Busparkplätze              | 500                                                      |

Das Wembley-Stadion ist das Nationalstadion der englischen Fußballnationalmannschaft.
Das erste Fußballspiel im neuen Wembley war ein Benefizspiel am 17. März 2007. Das erste Tor bei diesem Ereignis schoss Mark Bright, ein ehemaliger Fußballprofi. Das erste offizielle Länderspiel war das U21-Freundschaftsspiel England gegen Italien am 24. März 2007 (Endergebnis 3:3). In diesem Spiel gelang dem Italiener Giampaolo Pazzini bereits nach 25 Sekunden das erste von einem Profispieler im neuen Stadion erzielte Tor.
Das erste Pflichtspiel war das FA-Cup-Finale 2007 am 19. Mai 2007; Didier Drogba war Torschütze beim 1:0-Sieg des FC Chelsea über Manchester United. Am 1. Juni 2007 wurde das erste A-Länderspiel im neuen Wembley-Stadion durchgeführt, in dem sich England und Brasilien 1:1 trennten. Das nächste Spiel Englands in der neuen Arena bedeutete zugleich die erste Niederlage: Am 22. August 2007 musste man im Freundschaftsspiel gegen Deutschland ein 1:2 hinnehmen; der erste Sieg gelang am 8. September beim 3:0 über Israel.
Während der Olympischen Spiele 2012 fanden im Rahmen des Fußballturniers vier Vorrundenspiele, ein Viertelfinale, zwei Halbfinals sowie die beiden Finalpaarungen bei Frauen und Männern statt.
Dreimal wurde das Finale der UEFA Champions League in der neuen Arena ausgetragen: 2011 begegneten sich der FC Barcelona und Manchester United. Zwei Jahre später, eine Anerkennung der UEFA zum 150-jährigen Bestehen des englischen Fußballverbands, erlebte Wembley das erste und bislang einzige rein deutsche Finale der Champions League zwischen Borussia Dortmund und dem FC Bayern München. 2024 fand das Finale der Champions League 2023/24 zwischen Borussia Dortmund und Real Madrid in Wembley statt.
In der Saison 2016/17 trugen die Tottenham Hotspur aufgrund eines Neubaus der White Hart Lane ihre Heimspiele in der UEFA Champions League im Wembley-Stadion aus. 2017/18 fanden sämtliche Heimpartien der Spurs im Nationalstadion statt. Für diese Spielzeit zahlte Tottenham der Football Association als Besitzer rund 19,7 Mio. Euro Miete. Im April 2019 konnte nach einigen Verzögerungen das neue Tottenham Hotspur Stadium eingeweiht werden.
| Datum        | Wettbewerb                    | Begegnung                             | Ergebnis |
| ------------ | ----------------------------- | ------------------------------------- | -------- |
| 28. Mai 2011 | UEFA Champions League 2010/11 | FC Barcelona – Manchester United      | 3:1      |
| 25. Mai 2013 | UEFA Champions League 2012/13 | Borussia Dortmund – FC Bayern München | 1:2      |
| 1. Juni 2024 | UEFA Champions League 2023/24 | Borussia Dortmund – Real Madrid       | 0:2      |

Nach den beiden Endspielen der UEFA Champions League 2011 und 2013 bewarb sich der englische Fußballverband FA mit dem Wembley-Stadion für das Finale 2023 zum 100. Jubiläum des berühmten Fußballtempels. Es wäre das dritte Endspiel der europäischen Königsklasse in den letzten 12 Jahren im neuen Wembley-Stadion. Das alte Wembley war fünf Mal Austragungsort des Europapokals der Landesmeister bzw. der Champions League. Die Entscheidung für London fiel am 24. September 2019, als in Ljubljana die Finalspiele für 2021 bis 2023 vergeben wurden.

### Spiele bei der Fußball-Europameisterschaft 2021
Im September 2014 erhielt das Wembley-Stadion zunächst den Zuschlag als Austragungsort für die beiden Halbfinalspiele und des Finales der ursprünglich für 2020 angesetzten Fußball-Europameisterschaft 2021, die einmalig in insgesamt 13 europäischen Ländern ausgetragen werden sollte. Nachdem die UEFA den ursprünglich vorgesehenen Spielort Grimbergen (Belgien) wegen Verzögerungen bei der Planung gestrichen hatte, wurden die ursprünglich für dort vorgesehenen Partien (drei Vorrundenspiele und ein Achtelfinale) ebenfalls nach London vergeben. Damit wurden im Wembley-Stadion mit insgesamt acht Partien die meisten Spiele bei dieser Europameisterschaft ausgetragen.
|                                                                 |   |             |                                 |
| So., 13. Juni 2021 um 14:00 Uhr (15:00 Uhr MESZ) – Gruppe D     |   |             |                                 |
| England                                                         | – | Kroatien    | 1:0 (0:0)                       |
| Fr., 18. Juni 2021 um 20:00 Uhr (21:00 Uhr MESZ) – Gruppe D     |   |             |                                 |
| England                                                         | – | Schottland  | 0:0                             |
| Di., 22. Juni 2021 um 20:00 Uhr (21:00 Uhr MESZ) – Gruppe D     |   |             |                                 |
| Tschechien                                                      | – | England     | 0:1 (0:1)                       |
| Sa., 26. Juni 2021 um 20:00 Uhr (21:00 Uhr MESZ) – Achtelfinale |   |             |                                 |
| Italien                                                         | – | Österreich  | 2:1 n. V. (0:0)                 |
| Di., 29. Juni 2021 um 17:00 Uhr (18:00 Uhr MESZ) – Achtelfinale |   |             |                                 |
| England                                                         | – | Deutschland | 2:0 (0:0)                       |
| Di., 6. Juli 2021 um 20:00 Uhr (21:00 Uhr MESZ) – Halbfinale    |   |             |                                 |
| Italien                                                         | – | Spanien     | 1:1 n. V. (1:1, 0:0), 4:2 i. E. |
| Mi., 7. Juli 2021 um 20:00 Uhr (21:00 Uhr MESZ) – Halbfinale    |   |             |                                 |
| England                                                         | – | Dänemark    | 2:1 n. V. (1:1, 1:1)            |
| So., 11. Juli 2021 um 20:00 Uhr (21:00 Uhr MESZ) – Finale       |   |             |                                 |
| Italien                                                         | – | England     | 1:1 n. V. (1:1, 0:1), 3:2 i. E. |

### Spiele bei der Fußball-Europameisterschaft der Frauen 2022
Für die 2022 in England stattfindende Fußball-Europameisterschaft der Frauen wurde das Wembley-Stadion ebenfalls als Finalspielort ausgewählt. Damit ist Wembley das erste Stadion, in dem sowohl ein Europameisterschafts-Endspiel der Männer als auch der Frauen ausgetragen wurde.
|                                                           |   |             |                 |
| So., 31. Juli 2022 um 17:00 Uhr (18:00 Uhr MESZ) – Finale |   |             |                 |
| England                                                   | – | Deutschland | 2:1 n. V. (0:0) |

## Andere Sportarten

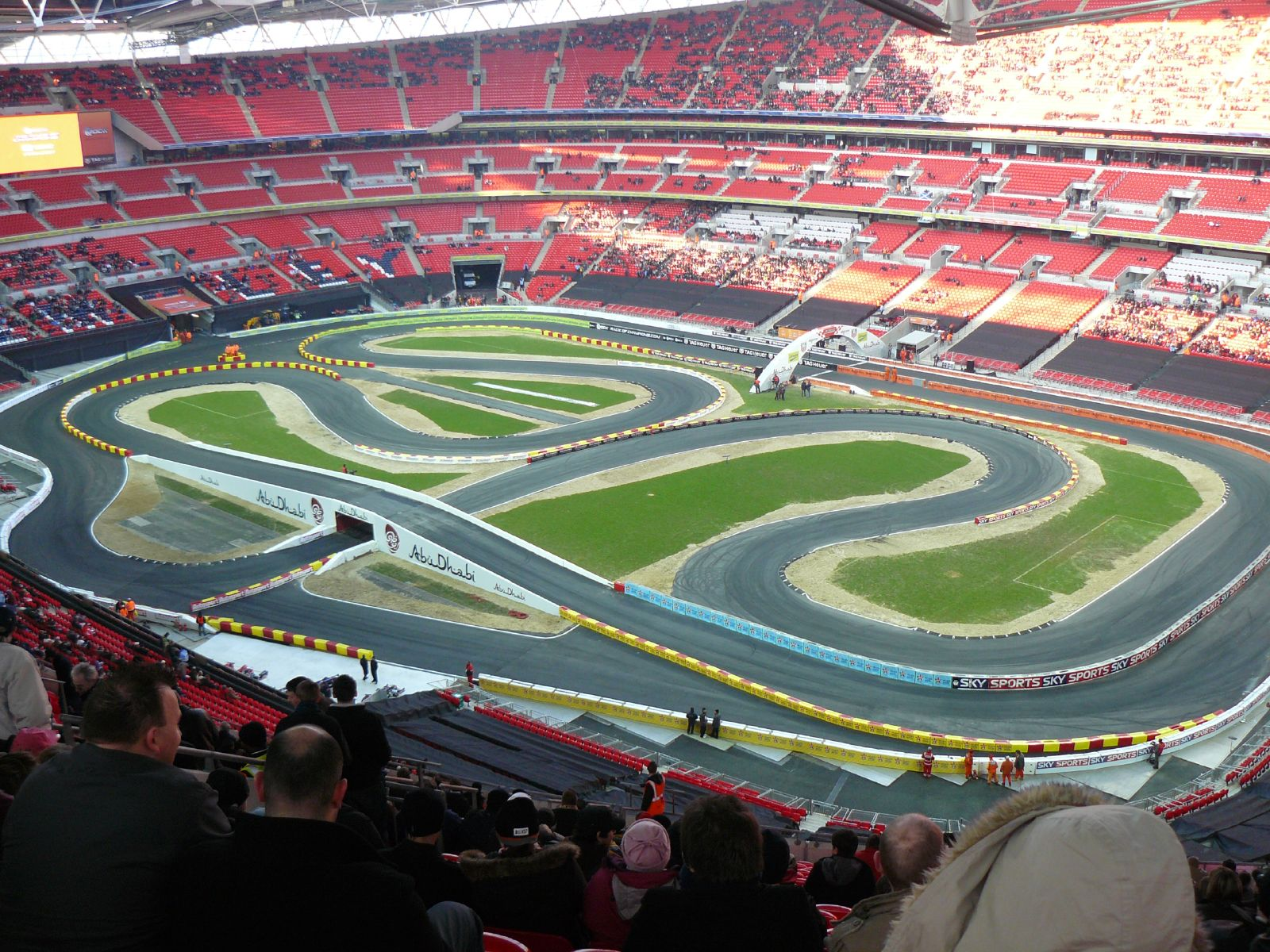
Rennstrecke für das Race of Champions

Am 16. Dezember 2007 wurde das Automobilsportspektakel Race of Champions im Wembley-Stadion ausgetragen. Dazu wurde innerhalb von sechs Tagen aus der Rasenfläche eine rund einen Kilometer lange Rennstrecke. Zunächst legte die Firma FM Conway entlang der Doppelspur 8500 Aluminium-Schutzplatten auf dem Wembley-Rasen aus und stellte 400 Meter Autobahn-Leitplanken an den kurvenreichen Teilen der Strecke auf. Anschließend brachte das Team etwa 3500 Tonnen Asphalt in drei Schichten auf. Im Gegensatz zu anderen Rennstrecken wurde hier nicht der größte Wert auf den Grip gelegt, damit spektakulärere Szenen entstehen. Nach dem Rennen wurde die Strecke innerhalb von drei Tagen wieder abgebaut. Der Asphalt wurde recycelt und an anderer Stelle eingebaut.

### Rugby
2015 war das Wembley-Stadion Austragungsort von zwei Gruppenspielen der Rugby-Union-Weltmeisterschaft, darunter der Sieg des späteren Weltmeisters Neuseeland gegen Argentinien. Außerdem besiegte Irland in einem Gruppenspiel Rumänien vor 89.267 Zuschauern.
Außerdem trägt der Londoner Rugby-Verein Saracens seit 2009 pro Saison mindestens ein Spiel im Wembley-Stadion aus.

### NFL Football
Seit 2005 trägt die National Football League (NFL) im Rahmen der NFL International Series Spiele der Regular Season im Ausland aus. Am 28. Oktober 2007 fand das erste außerhalb Nordamerikas statt. Die späteren Sieger des Super Bowls XLII, die New York Giants, setzten sich mit 13:10 gegen die Miami Dolphins durch. Auch in den folgenden Jahren wurde jeweils eine Partie im Wembley-Stadion ausgetragen; im Jahr 2013 waren es erstmals zwei und 2014 erstmals drei Partien.

## Musik

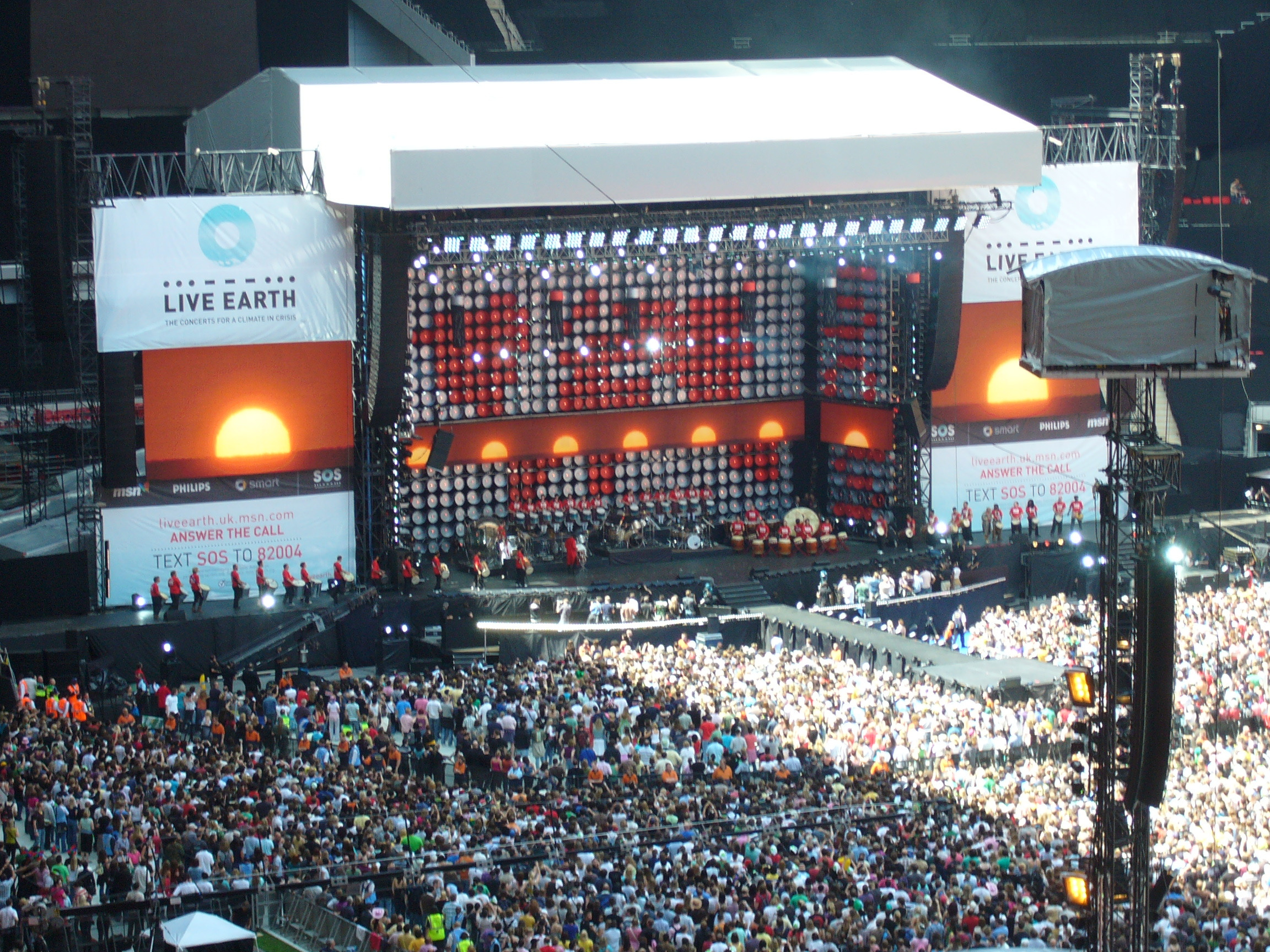
Live Earth in Wembley

Das erste Konzert im Neubau sollte ursprünglich von Bon Jovi gespielt werden. Aufgrund der Probleme bei der Fertigstellung des Stadions mussten die geplanten Konzerte für den 10. und 11. Juni 2006 jedoch abgesagt werden. Am 9. Juni 2007 spielte schließlich George Michael das erste Konzert im neuen Stadion, Muse verkauften am folgenden Wochenende das neue Stadion an beiden Abenden erstmals aus. Am 7. Juli 2007 fand im Wembley-Stadion neben Hamburg der europäische Part des weltweiten Konzertes Live Earth statt. Einen Tag später fand ein Konzert der Gruppe Metallica im Rahmen der „Sick of the Studio“-Tour 2007 statt. Am 9., 11. und 12. Juli 2009 spielte die Britpop-Band Oasis drei Konzerte hintereinander. Am 1. Juli 2007 fand das Concert for Diana zu Ehren der zehn Jahre zuvor verstorbenen Prinzessin Diana statt. 2015 spielte Ed Sheeran als erster Solo-Künstler komplett ohne Band an drei Tagen vor täglich 80.000 Menschen. Anlässlich seiner x-Tour wurde der Konzertmitschnitt Jumpers For Goalposts im Wembley-Stadion aufgenommen. Im Juni 2017 spielte die britische Künstlerin Adele dort im Rahmen ihrer Welttournee zwei von vier geplanten Konzerten. Die letzten beiden mussten aufgrund von stimmlichen Problemen abgesagt werden. Auch die südkoreanische Boyband BTS spielte am 1. und 2. Juni 2019 im Rahmen ihrer Speak Yourself Stadium World Tour zwei ausverkaufte Konzerte im Wembley Stadium. Damit sind sie die ersten Künstler aus dem asiatischen Raum, die dort auftraten. Im Sommer 2024 spielte Taylor Swift im Rahmen ihrer The Eras Tour insgesamt acht Konzerte im Wembley Stadium. Damit ist sie die erste, die auf einer Tournee diese Anzahl an Konzerte spielte. Im Verlauf ihrer Karriere spielte sie insgesamt bereits 10 Konzerte dort, ihre ersten waren während der Reputation Stadium Tour an zwei ausverkauften Abenden im Jahr 2018.

## Trivia
Im Zuge des Neubaus wurde am nahen Bahnhaltepunkt Wembley Stadium eine neue Fußgängerbrücke errichtet, deren Name 2005 in einer Onlineumfrage der BBC ermittelt werden sollte. Von über 670.000 Stimmen, hauptsächlich aus Deutschland, wurde am häufigsten Dietmar Hamann Bridge vorgeschlagen – der deutsche Nationalspieler hatte das letzte Tor im alten Wembley-Stadion erzielt und England damit eine empfindliche Niederlage beschert. Letztlich wurde dieser Vorschlag jedoch verworfen und die Brücke stattdessen nach einem während des ersten FA-Cup-Finals im alten Stadion besonders tüchtigen Polizeipferd The White Horse Bridge benannt.